# La Neuville-Bosmont
 La Neuville-Bosmont  là một xã ở tỉnh Aisne, vùng Hauts-de-France thuộc miền bắc nước Pháp.